# Nederlands kampioenschap tafeltennis 2024
Het Nederlands kampioenschap tafeltennis 2024 werd gehouden in Zwolle op 23 en 24 maart 2024.
Op het programma stonden vijf onderdelen:
- Enkelspel mannen. Regerend kampioen is Barry Berben.
- Enkelspel vrouwen. Regerend kampioen is Emine Ernst.
- Dubbelspel mannen. Regerend kampioenen zijn Barry Berben en Kas van Oost.
- Dubbelspel vrouwen. Regerend kampioenen zijn Dobrila Jorguseska en Shuohan Men.
- Gemengd dubbel. Regerend kampioenen zijn Tali Cohen en Barry Berben.

## Medaillewinnaars
| Onderdeel        | Goud                      | Zilver                                      | Brons                                                         |
| Enkelspel (m)    | Milo de Boer              | Laurens Tromer                              | Gabrielius CamaraBrent Ronde                                  |
| Enkelspel (v)    | Tanja Helle               | Shuohan Men                                 | Emine ErnstDobrila Jorguseska                                 |
| Dubbel (m)       | Milo de Boer Lode Hulshof | Laurens Tromer Stephan Tromer               | Barry Berben Kas van OostGabrielius Camara Jochem de Hoop     |
| Dubbel (v)       | Tali Cohen Sanne de Hoop  | Melanie Bierdrager Brenda Vonk-Huntelerslag | Emine Ernst Karlijn van LieropDobrila Jorguseska Shuohan Men  |
| Dubbel (gemengd) | Barry Berben Tali Cohen   | Ivan Kahn Emine Ernst                       | Arjan Huiden Esmee van MarwijkKas van Oost Dobrila Jorguseska |